# Rivaldinho
Rivaldinho (n. 29 aprilie 1995, São Paulo, São Paulo, Brazilia) este un fotbalist brazilian, care joacă pe post de atacant la Qingdao Red Lions⁠(d) în China League Two⁠(d).
Este fiul cunoscutului Balon de Aur Rivaldo.